# 傑森·德里克·布朗
傑森·德里克·布朗（Jason Derek Brown，1969年7月1日—）是美國聯邦調查局十大通緝要犯之一。他在2004年11月29日搶劫一輛運鈔車，殺害保全後得手56,000美元，因而遭到通緝。

## 早期生活
傑森·布朗生於加州的紐波特比奇，並就讀當地的拉古那海灘高中。他擁有國際商務碩士學位，同時也是一名摩門教教士，曾在1988年到1990年間加入該教駐巴黎的傳教組織，能說一口流利的法語。
布朗的世俗職業是玩具推銷員。與摩門教教士身份相反的是，他平日的消費十分奢侈，曾花大錢買下越野吉普車、跑車、漁船與一艘2003年出廠的馬斯特X-2快艇。他的興趣包括水上運動、自行車與釣魚等。

## 搶案
2004年11月29日上午10點，布朗在鳳凰城伏擊一輛運鈔車，造成保全頭部中彈身亡。他在搶了5.6萬美元騎登山車逃逸。然而警方卻在案發現場發現一枚可疑的指紋，確認搶匪就是傑森·布朗。布朗在案發前曾持偽造的社會安全號碼與身份證明文件到車行買車以掩飾他背有貸款的事實。至於槍枝則是在鹽湖城取得，他的射擊教練表示布朗的射擊技巧十分差勁，還曾誤擊一名路過男子的車輛，最後以賠款了事。
11月30日，布朗開車前往他姊姊位於聖瑪格麗塔的家，並在稍後離開該處。同年12月6日，加州法院對他發出通緝令。警方在隔年1月16日於波特蘭國際機場發現他所駕駛的凱迪拉克，懷疑他可能已潛逃國外。4月25日，布朗的一個兄弟被陪審團起訴，罪名是協助藏匿作案車輛與洗錢。12月13日，布朗的家人收到布朗寄來的包裹，並將其交給聯邦調查局。包裹裡裝的是布朗的手機、筆記型電腦、高爾夫球桿與他的夏季衣物。
警方不排除布朗可能已潛逃至墨西哥或加拿大西部的可能性，因為布朗曾到那裡渡假過。鳳凰城警方也因此和加拿大皇家騎警展開合作。2008年9月時曾有線報指出布朗曾出現在鹽湖城，而2009年時洛杉磯警方則指出布朗可能就藏身在洛杉磯的某處，至今仍未被尋獲。